# Puig d'en Jordà
El Puig d'en Jordà és una muntanya de 754 metres que es troba entre els municipis de Rabós, a la comarca de l'Alt Empordà i el de Banyuls de la Marenda, a la del Rosselló.
Està situat a l'extrem meridional del terme de Banyuls de la Marenda i al nord-est del de Rabós. Queda a prop al nord-oest del Coll del Teixó i de la Torre Petita, i una mica més lluny, també al nord-oest, del Puig de les Barbes del Boc.
Aquest cim està inclòs al llistat dels 100 cims de la FEEC